# ミッキーの不思議な薬
「ミッキーの不思議な薬」（原題：The Worm Turns）は1937年1月2日に公開されたウォルト・ディズニー・カンパニーが制作のアニメーション短編映画作品。ミッキーマウスの短編映画シリーズの一作品である。

## あらすじ
ミッキーは勇気と力が付く薬を調合している。これがあればハエ、ネズミ、ネコなどの弱者も力強くなれる。やっとの思いで完成し、まずハエで実験し強かったクモを撃退、さらにガラスビンをも割る力を付けた。実験成功である。
これによりプルートはようやく野犬捕獲者のピートを負かすことが出来た。

## 声の出演
| キャラクター   | 原語版               | ポニー・バンダイ版 | BVHE旧版 | BVHE新版     |
| -------------- | -------------------- | ------------------ | -------- | ------------ |
| ミッキーマウス | ウォルト・ディズニー | 後藤真寿美         | 納谷六朗 | 青柳隆志     |
| プルート       | ピント・コルヴィッグ | 原語音声流用       | -        | 原語音声流用 |
| ピート         | ビリー・ブレッチャー | 遠藤征慈           | -        | 大平透       |

## スタッフ
| 製作 | ウォルト・ディズニー、ロイ・O・ディズニー |
| 原画 | ウォルフガング・ライザーマン              |
| 監督 | ベン・シャープスティーン                  |

## 映像ソフト化
- （日本語、英語）『夢と魔法の宝石箱 ミッキーのマジカルワールド』（VHS、バンダイ、1988年10月7日）
- （日本語、英語）『Walt Disney Mini Classics ミッキーのマジカルワールド』（VHS、ブエナ・ビスタ・ホームエンターテイメント、1991年3月15日）
- （日本語、英語）『Disneyゆかいな仲間たち ミッキーとドナルドの仲間たち』（VHS、ブエナ・ビスタ・ホーム・エンターテイメント、1998年4月24日）
- （日本語、英語）『ミッキーマウス／カラー・エピソード Vol.1 限定保存版』（DVD、ブエナ・ビスタ・ホーム・エンターテイメント、2001年12月4日〈北米〉、2004年6月18日〈日本〉）